# Сюард, Джулиан
Джулиан Сюард (англ. Julian Seward) — разработчик компилятора GHC и один из соавторов свободного ПО, проживающий в Кембридже, Великобритания. Широко известен благодаря созданию утилиты сжатия bzip2, а также набору valgrind для отладки использования памяти, начатому в 2000 году. В 2006 году он выиграл вторую награду Google-O’Reilly Open Source Award за работу над Valgrind.
Джулиан в настоящее время работает в Mozilla Foundation.

## Участие в проектах
- bzip2 — утилита сжатия данных
- cacheprof — инструмент для нахождения источника промахов D-кэша
- GHC — The Glasgow Haskell Compiler
- valgrind — отладчик использования памяти

## Награды
- [Июль 2006] Джулиан Сюард выиграл приз Google-O’Reilly Open Source Award как «Лучший создатель инструментов» за его работу над Valgrind